# Paràsit de Xile
El paràsit de Xile (Stercorarius chilensis) és un ocell marí de la família dels estercoràrids (Stercorariidae) que habita les costes d'Amèrica del Sud i illes properes, pel Pacífic a Perú i Xile fins a Cap d'Hornos i per l'Atlàntic en Argentina.